# Mr. Dynamite
Mr. Dynamite är Jerry Williams andra album, släppt samma år som hans debutskiva, 1963.
Inspelad i Metronome Studio i Stockholm. Producenter: Gunnar Bergström, Sven Lindholm. 

## Låtlista[1]
1. Save Me
2. Teddy Bear
3. Too Many Tears
4. Do It Over Again
5. I'm Gonna Try Once Again
6. Just The Same (Chi-Bi-Do-Wam)
7. Lovin' You Means Heartaches
8. All Shook Up
9. Goodnight Irene
10. Dangerous Happiness
11. I Won't Run Away Anymore
12. Sweet Little Sixteen